# (6859) Datemasamune
(6859) Datemasamune (1991 CZ) – planetoida z grupy pasa głównego asteroid okrążająca Słońce w ciągu 2,48 lat w średniej odległości 1,83 j.a. Odkryta 13 lutego 1991 roku.